# Gerhard Schepeler
Gerhard Schepeler (* 22. Juli 1615 in Nienburg/Weser; † 30. August 1674 in Osnabrück) war Ratsherr und Bürgermeister in Osnabrück von 1647 bis 1656.

## Leben

Gerhard Schepeler um 1648; Kupferstich nach Anselm van Hulle, Rotterdam.

Er nahm 1647 als Gesandter der Stadt Osnabrück am Friedenskongress in Münster teil und hatte zu dieser Zeit enge Kontakte mit dem Dichter und Pastor Johann Rist in Wedel, mit dem er auch verwandtschaftlich verbunden war.
Sein Vater war der Kaufmann und Ratsherr Johann Diethmar Schepler, seine Mutter Margaretha von Beckhausen. 1622 zog die Familie nach Hamburg. Er studierte Jura in Rostock, Groningen, Leyden und Utrecht, Promotion zum Dr. jur. am 3. Oktober 1643 in Rostock.  Am 9. Dezember 1643 heiratete er in Hamburg Anna Grave, die Tochter des nach Hamburg emigrierten früheren Bürgermeisters in Osnabrück Dr. Christian Grave und der Anna Schlaff, Bürgermeisterstochter aus Osnabrück.
1645 zog er mit Frau und Kind nach Osnabrück, wurde zwei Jahre später Bürgermeister, 1650 dann fürstlicher Landrat, 1661 fürstlicher Kanzlei- und Regierungsrat und erhielt 1662 den Titel „Kaiserlicher Pfalzgraf“.
Er stand zu dieser Zeit auch im Dienst des ersten evangelischen Fürstbischofs Ernst-August von Braunschweig Lüneburg.
Er war Besitzer der Güter Bruning und Harderburg im Fürstentum Osnabrück und von Gut Velpe in der Grafschaft Tecklenburg.